# Liste der Handfeuerwaffen/V

## Valmet
- zu Sako-Modellen siehe Liste der Handfeuerwaffen/S#SA…
- Valmet Leijona, Kaliber .22 lfB, Einzellader Sportwaffe mit Olympia-Erfolgen, auch Valmet M45 oder als „Suomen Leijona“ (finn. Finnischer Löwe) bekannt.
- Valmet Orava, Kaliber .22 lfB, Mehrlader Varianten: m.49, m.52, m.54, m.59, m.66, Kleinkaliber Jagdgewehr
- Valmet Petra, diverse Kaliber, Selbstladebüchse, Varianten: M-62S, M-72S, M-88 auch als „Valmet Hunter“
- Valmet 112 Jagdwaffe, kombinierte Waffe
- Valmet 212 Jagdwaffe, kombinierte Waffe
- Valmet 312 Jagdwaffe, kombinierte Waffe
- Valmet 412 Jagdwaffe, kombinierte Waffe, auch Tikka 412
- Valmet 512 Jagdwaffe, kombinierte Waffe, auch Tikka 512(S), Beretta 512(S)
- Valmet 71S
- Valmet KK 62, Kaliber 7,62 × 39 mm, KvKK 62, Kevyt Konekivääri (malli) (finn.), leichtes Maschinengewehr
- Valmet M62 Kaliber 7,62 × 39 mm, Nachfolgemodell der Valmet RK 54 und VALMET RK 54 TP
- Valmet M71
- Valmet M76 Kaliber 7,62 × 39 mm, Varianten: M76T röhrenförmiger Kolben, M76F beiklappbarer Kolben, M76P aus Kunststoff gefertigt, M76W aus Holz gefertigt
- Valmet M78 Kaliber 7,62 × 39 mm, leichtes MG, leichte Unterstützungswaffe
- Valmet M78/83S
- Valmet M82
- Valmet RK 54 Kaliber 7,62 × 39 mm, Rynnäkkökivääri (finn.), Sturmgewehr, AK-47-Derivat
- Valmet RK 54 TP Kaliber 7,62 × 39 mm
- Valmet RK 62 Kaliber 7,62 × 39 mm
- Valmet RK 62 TP Kaliber 7,62 × 39 mm
- Valmet RK 76
- Valmet RK 95 TP
- Valmet TAK 75
- Valmet TAK 85 Kaliber 7,62 × 54 mm R, Tarkka ampujakivääri malli (finn.), Scharfschützengewehr (Ersatz für SAKO KIV 39)
- Valmet TKIV 85 Kaliber 7,62 × 54 mm R, Tarkkuuskivääri henkilömaaleja vastaan (finn.), Scharfschützengewehr

## Valtro
- Valtro PM2
- Valtro PM3
- Valtro PM5-Combat

## VA…
- Vandenburgh Volley Gun

## VB Berapi
- VB Berapi LP01 (Malaysia – Pistole – 9 × 19mm Parabellum)
- VB Berapi LP02 (Malaysia – Reihenfeuerpistole – 9 × 19mm Parabellum)
- VB Berapi LP05 (Malaysia – Gewehr – 12,7 × 99 mm NATO)
- VB Berapi LP06 (Malaysia – Sturmgewehr – 5,56 × 45mm NATO)

## Vektor
- Vektor H5
- Vektor CP1
- Vektor CR21
- Vektor LM4
- Vektor LM5
- Vektor LM6
- Vektor Mini SS (Südafrika – Maschinengewehr – 5,56 × 45mm NATO)
- Vektor SA21
- Vektor SP1/SP2
- Vektor SS77 (Südafrika – Maschinengewehr – 7,62 × 51mm NATO)
- Vektor Z88

## Vepr
- Vepr .223
- Vepr Molot .223 Super
- Vepr Molot V1 .223
- Vepr Molot V1 Mini .223
- Vepr .308 Combat
- Vepr .308 Super
- Vepr 7.62
- Vepr-12 (Russland – Schrotflinte – 12 gauge)

## Vetterli
- Vetterligewehr (für alle Typen)
- Vetterli M70
- Vetterli M70/87
- Vetterli M70/87/916

## VG…
- VG 1-5

## VI…
- Vickers-Maschinengewehr
- Victory Arms MC5
- Vigneron SMG
- Viking Arms SOS-1
- Viking SMG
- Vis wz. 35

## VO…
- Voere Kufstein 2165 Hunter
- Vortak Pistol

## VZ…
(vz. steht für „Modell“ (vzor) der tschechischen Streitkräfte)
- vz. 24 (Puška vzor 24; Gewehr Modell 24)
- vz. 24 (Pistole vzor 24; Pistole Modell 24)
- vz. 26 (Lehký kulomet vzor 26; leichtes MG Modell 1926)
- vz. 27 (Pistole vzor 27; Pistole Modell 27)
- vz. 36 (Pistole vzor 36; Pistole Modell 36)
  - vz. 45 (Pistole vzor 45; Pistole Modell 45)
- vz. 37 (Těžký kulomet vzor 37; schweres MG Modell 37; Wehrmacht: MG 37(t))
- vz. 38 (Pistole vzor 38; Pistole Modell 38)
- vz. 52 (Samonabíjecí puška vzor 52; Selbstladegewehr Modell 52)
- vz. 52 (lehký kulomet vzor 52; leichtes Maschinengewehr Modell 52)
- vz. 52 (Pistole vzor 52; Pistole Modell 52)
- vz. 54 Scharfschützengewehr Modell 54
- vz. 58 (Samopal vzor 38; Maschinenpistole Modell 38)
- vz. 59 (Univerzální Kulomet vzor 59; Universalmaschinengewehr Modell 59)
- vz. 61 (Samopal vz. 61; Maschinenpistole Modell 61)
  - vz. 64 (Samopal vz. 64; Maschinenpistole Modell 64)
  - vz. 65 (Samopal vz. 65; Maschinenpistole Modell 65)
  - vz. 68 (Samopal vz. 68; Maschinenpistole Modell 68)
- vz. 82 (Pistole vzor 82; Pistole Modell 82)